# Arrondissement Nanterre
Das Arrondissement Nanterre ist eine Verwaltungseinheit im französischen Département Hauts-de-Seine innerhalb der Region Île-de-France. Verwaltungssitz (Präfektur) ist Nanterre.

## Kantone
Das Arrondissement untergliedert sich in 13 Kantone:
- Asnières-sur-Seine
- Clichy
- Colombes-1
- Colombes-2
- Courbevoie-1
- Courbevoie-2
- Gennevilliers
- Levallois-Perret
- Nanterre-1
- Nanterre-2
- Neuilly-sur-Seine
- Rueil-Malmaison
- Saint-Cloud (mit 3 von 5 Gemeinden)

## Gemeinden
Die Gemeinden des Arrondissements Nanterre sind:
| 1. Asnières-sur-Seine (92004)     | 2. Bois-Colombes (92009) | 3. Clichy (92024)              | 4. Colombes (92025)      |
| 5. Courbevoie (92026)             | 6. Garches (92033)       | 7. La Garenne-Colombes (92035) | 8. Gennevilliers (92036) |
| 9. Levallois-Perret (92044)       | 10. Nanterre (92050)     | 11. Neuilly-sur-Seine (92051)  | 12. Puteaux (92062)      |
| 13. Rueil-Malmaison (92063)       | 14. Saint-Cloud (92064)  | 15. Suresnes (92073)           | 16. Vaucresson (92076)   |
| 17. Villeneuve-la-Garenne (92078) |                          |                                |                          |

## Neuordnung der Arrondissements 2017

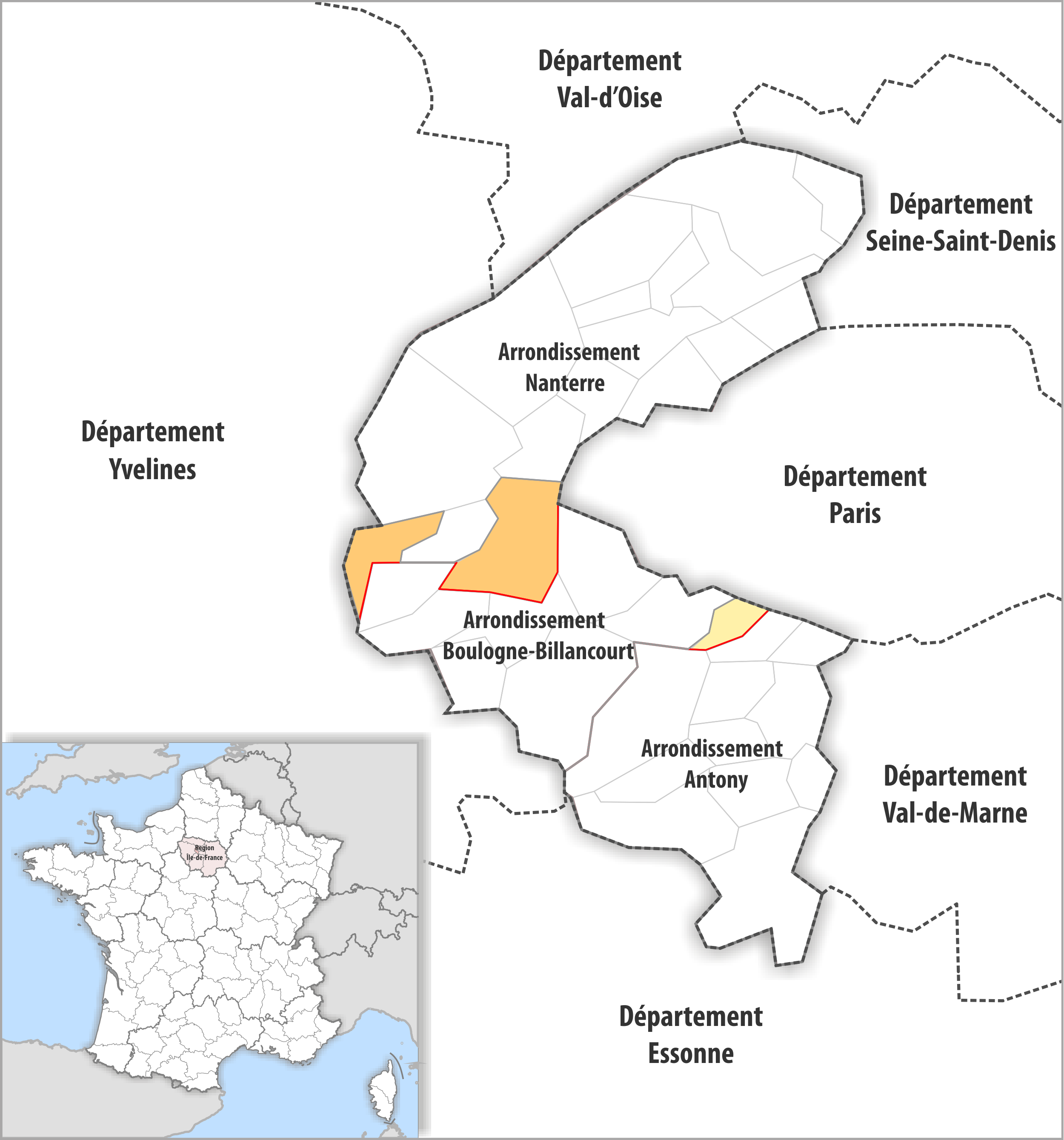
Arrondissementsanpassungen im Jahr 2017

Durch die Neuordnung der Arrondissements im Jahr 2017 wechselten die zwei Gemeinden Saint-Cloud und Vaucresson vom Arrondissement Boulogne-Billancourt zum Arrondissement Nanterre.